# دی. سی. دوگلاس

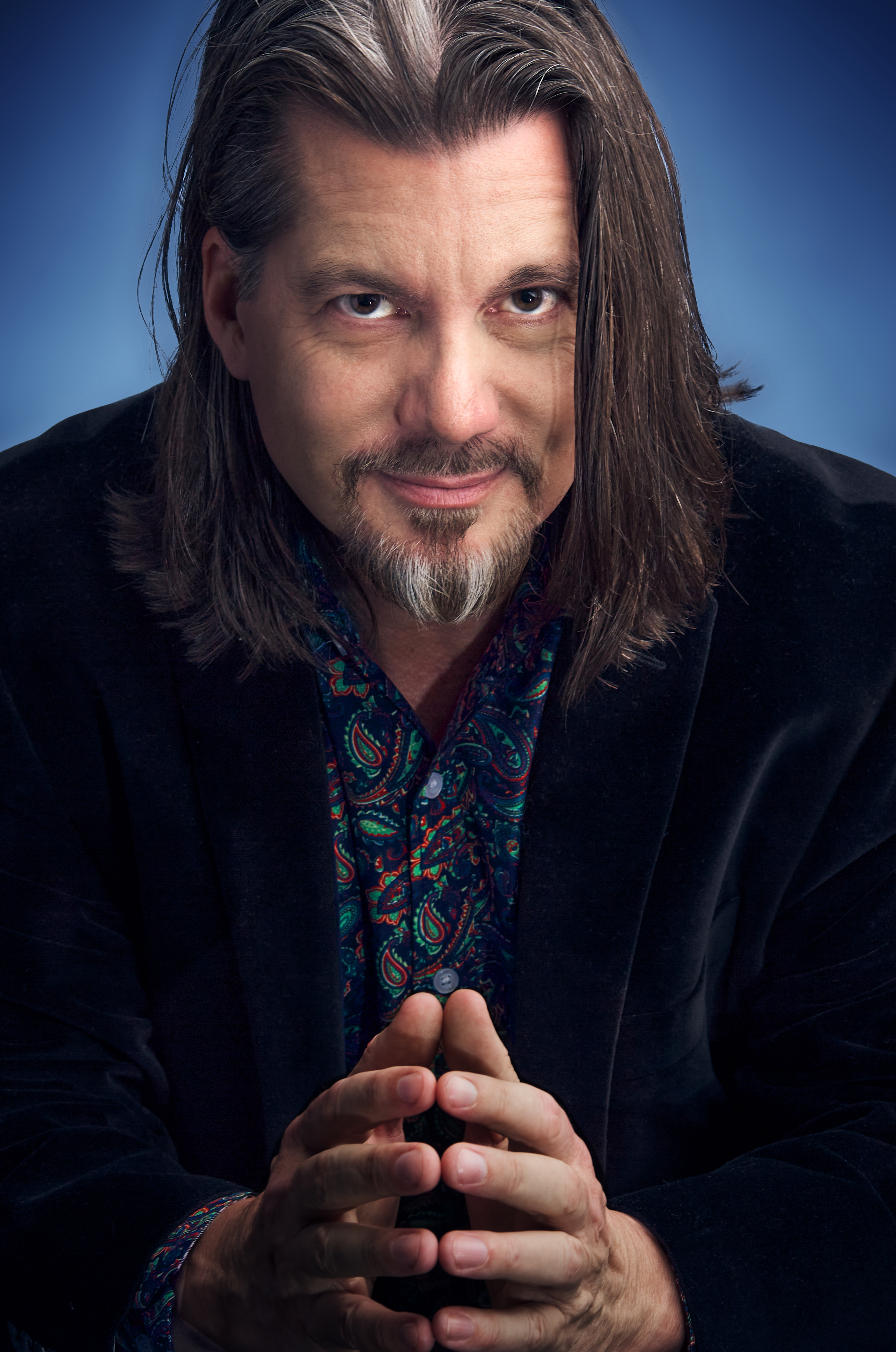
دی.سی.دوگلاس کارگردان آمریکایی

دی. سی. دوگلاس (به انگلیسی: D. C. Douglas) (زادروز ۲ فوریه ۱۹۶۶) بازیگر شخصیت ویدئویی و صداپیشه آمریکایی مقیم لوس آنجلس است. او در برکلی، کالیفرنیا و از پدری فروشنده و مادری هنرمند زاده شد.
او به عنوان هنرمند و صداپیشه، از زمان آغاز فعالیت‌های خود (۱۹۷۶ تاکنون) در عناوین گوناگونی فعالیت داشته است. صداپیشگی شخصیت راون در تکن ۶ و آلبرت وسکر در رزیدنت ایول ۵، رزیدنت ایول: تاریخچه تاریکی و مارول علیه کپ‌کام ۳: سرنوشت دو دنیا از معروف‌ترین آثار وی هستند.